# Claudio Cantiuncula
Claude Chansonnet, noto col nome latinizzato di Claudius Cantiuncula, italianizzato come Claudio Cantiuncula o Cantiuncola (Metz, c.1496 – Basilea, c.1560), è stato un umanista e giureconsulto francese della Lorena del XVI secolo.

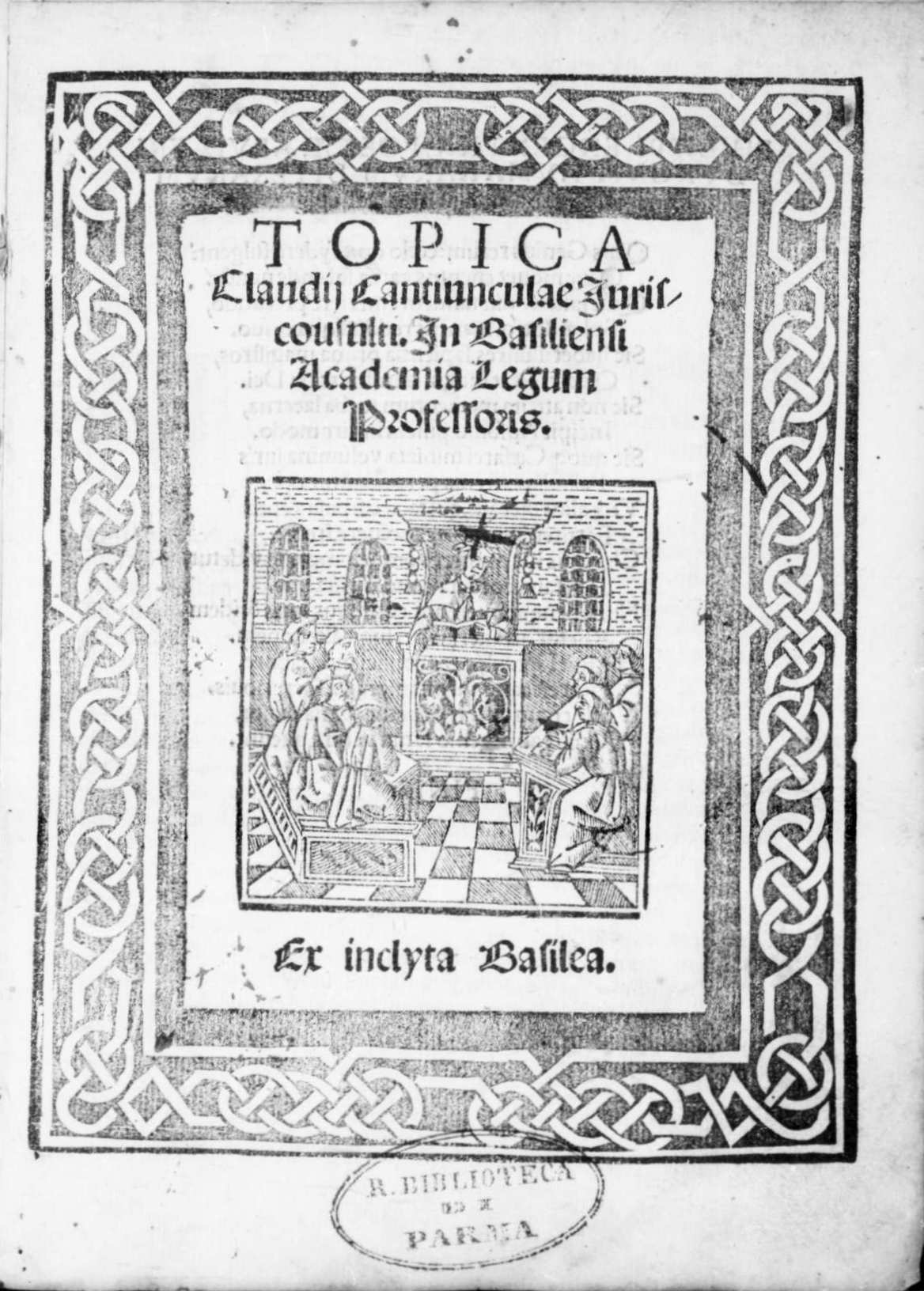
Topica, 1534

Fu consigliere di Ferdinando I d'Asburgo nel 1533.

## Biografia
Figlio di Didier Chansonneti (anche Chansonnette o Chansonet in francese), notaio delle autorità apostoliche e imperiali di Metz, Claudio Cantiuncula nacque a Metz, città libera del Sacro Romano Impero, nel 1496 circa. Studiò a Lovanio, quindi a Basilea.
A Basilea, Cantiuncula fu nominata professore di diritto civile nel 1518, poi rettore dell'università l'anno successivo. Umanista riconosciuto, pubblicò le sue prime opere col nome latinizzato di Claudius Cantiuncula. Da quell'epoca, corrispose con Heinrich Cornelius Agrippa di Nettesheim, allora avvocato a Metz, in particolare inviandogli il Compendio di Erasmo e le tesi di Martin Lutero. Rimase in contatto epistolare con Agrippa fino al 1533.
Nel 1522, Cantiuncula fu nominato amministratore della città di Basilea, come avvocato del Consiglio. Nel luglio 1523 si recò a Parigi. Dal 1525-1532 fece da cancelliere al vescovo di Metz, il cardinale Giovanni III di Lorena. Incaricato di missioni diplomatiche, in particolare alle diete dell'Impero, Cantiuncula mantenne stretti contatti con altri umanisti, in particolare Johann Apel e François Douaren.
Claudio Cantiuncula morì a Basilea verso il 1560.
Nelle sue opere, Cantiuncula sostiene un insegnamento del diritto basato sulla storia antica e più in generale sui principi umanistici.

## Opere
- Topica legalia, c. 1520 
  - (LA) Topica, Venezia, Guglielmo da Fontaneto, 1534.
- Da officio iudicis, 1543
- Consilia sive responsa, 1571

### Riferimenti
1. 1 2 3   Katalog der Deutschen Nationalbibliothek, su portal.dnb.de. URL consultato il 13 luglio 2019.
2. 1 2  Auguste Prost, Corneille  ses œuvresAgrippa; sa vie et, Librairie Champion, Paris, 1881, pp.300-351.
3. ↑  Herbert Jaumann , Handbuch Gelehrtenkultur der Frühen Neuzeit, vol. 1 : Bio-bibliographisches Repertorium, Gruyter, Berlin, 2004, p. 163.
4. 1 2 3  Henri Naef, Les Origines de la Reforme a Genève, volumi da 1 a 2, Société d'histoire et d'archéologie de Genève, Genève, 1968, p.313.
5. ↑  Guillaume Farel 1489-1565, Slatkine, 1930, note pp.124-125.
6. ↑  Begin, Biographie de la Moselle I, pp.231-237.
7. ↑  Jean-Nicolas De Surmont, Chanson: Son histoire et sa famille dans les dictionnaires de langue française, De Gruyter, Berlin, 2010.